# Pilea corymbosa
Pilea corymbosa är en nässelväxtart som beskrevs av Carl Ludwig von Blume. Pilea corymbosa ingår i släktet pileor, och familjen nässelväxter. Inga underarter finns listade i Catalogue of Life.